# Aristolochia arcuata
Aristolochia arcuata Mast. – gatunek rośliny z rodziny kokornakowatych (Aristolochiaceae Juss.). Występuje endemicznie w Brazylii – w stanach Goiás, Mato Grosso do Sul, Mato Grosso, Espírito Santo, Minas Gerais, Rio de Janeiro, São Paulo oraz Parana.

## Morfologia
PokrójBylina pnąca lub płożąca.
LiścieMają grotowaty, sercowato grotowaty lub podłużnie grotowaty kształt. Mają 3,5–16 cm długości oraz 1,5–8,5 cm szerokości. Nasada liścia ma sercowaty kształt. Całobrzegie lub faliste, z tępym lub ostrym wierzchołkiem. Są owłosione od spodu. Ogonek liściowy jest nagi lub owłosiony i ma długość 1–4 cm.
KwiatyPojedyncze. Mają brązową lub zielono-brunatną barwę. Łagiewka ma jajowaty kształt.
OwoceTorebki o jajowatym kształcie. Mają 4–8 cm długości i 1,5 cm średnicy.

## Biologia i ekologia
Rośnie na nieużytkach, w zaroślach lub na polach uprawnych.